# ثقافة دبي
ثقافة دبي، إمارة دولة الإمارات العربية المتحدة. أدت العولمة المتزايدة والمغتربون في دولة الإمارات العربية المتحدة إلى تحويل المدينة إلى قدر صهر فيها جنسيات مختلفة وأدت إلى ظهور ثقافة عالمية تتزامن مع المدن العالمية أخرى. تدور ثقافة الإمارات العربية المتحدة بشكل أساسي حول الدين الإسلامي والثقافة العربية التقليدية. إن تأثير الثقافة الإسلامية والعربية على الهندسة المعمارية والموسيقى والملابس والمطبخ وأسلوب الحياة بارز جدًا أيضًا. ويؤذن المسلمون كل يوم خمس مرات من على منابر المساجد المنتشرة في أنحاء البلاد. منذ عام 2006، أصبحت عطلة نهاية الأسبوع من الجمعة إلى السبت، كحل وسط بين قدسية يوم الجمعة عند المسلمين وعطلة نهاية الأسبوع الغربية من السبت إلى الأحد. في عام 2005، كان 84٪ من سكان مدينة دبي الكبرى من الأجانب، ولد حوالي نصفهم من الهند. تغيرت البصمة الثقافية للمدينة كمجتمع صغير ومتجانس عرقيًا لصيد اللؤلؤ مع وصول مجموعات عرقية ومواطنين آخرين، أولاً على يد الإيرانيين في أوائل القرن العشرين، ثم لاحقًا على يد الهنود والباكستانيين في الستينيات.

## ثقافة الراحة
نظرًا للنهج السياحي للعديد من سكان دبي في قطاع ريادة الأعمال ومستوى المعيشة المرتفع، فقد تطورت ثقافة دبي تدريجيًا نحو ثقافة الرفاهية والبذخ المرتبط بالترفيه. أدى مزيج من الرخاء المحلي ورؤى حكام دبي المتعاقبين لمكة السياحية في دبي إلى ظهور أشكال عديدة من البنية التحتية التي تلبي الانغماس في الذات والراحة والشعور الممتع بالعيش في أجواء راقية الحياة.

## أنظر أيضاً
- قرية الثقافة
- علم الآثار في دولة الإمارات العربية المتحدة
- الفن في دبي
- مكتبات دبي العامة
- هيئة دبي للثقافة والفنون